# Rögle Bandyklubb
Il Rögle BK è un club di hockey su ghiaccio con sede ad Ängelholm, in Svezia.
Le partite casalinghe vengono giocate presso la Lindab Arena.

## Storia
Fondato il 18 dicembre 1932 inizialmente come squadra di bandy (sport sul ghiaccio comune nell'Europa settentrionale), la sezione hockey prese vita nel 1950: inizialmente la sede di gioco era proprio Rögle, villaggio situato tra Ängelholm e Helsingborg. Sette anni più tardi vinceva il suo primo titolo di campione della Scania.
L'esordio nella massima serie risale al 1966, rimanendovi fino al 1969. Per rivedere il Rögle nella categoria più alta del campionato svedese occorre attendere il 1992, con una parentesi durata anche in questo caso tre stagioni.
Le Kvalserien del 2008, ovvero gli annuali spareggi fra squadre di Elitserien e Hockeyallsvenskan, hanno permesso al club un nuovo ritorno nel massimo torneo nazionale. Le Kvalserien 2009 si conclusero con una salvezza, quelle dell'anno successivo fecero invece retrocedere la squadra. Anche nel 2012 furono le Kvalserien a decidere le sorti future del Rögle, questa volta con una promozione.
Nel 2022 vince la Coppa dei campioni europea.

## Collegamenti esterni

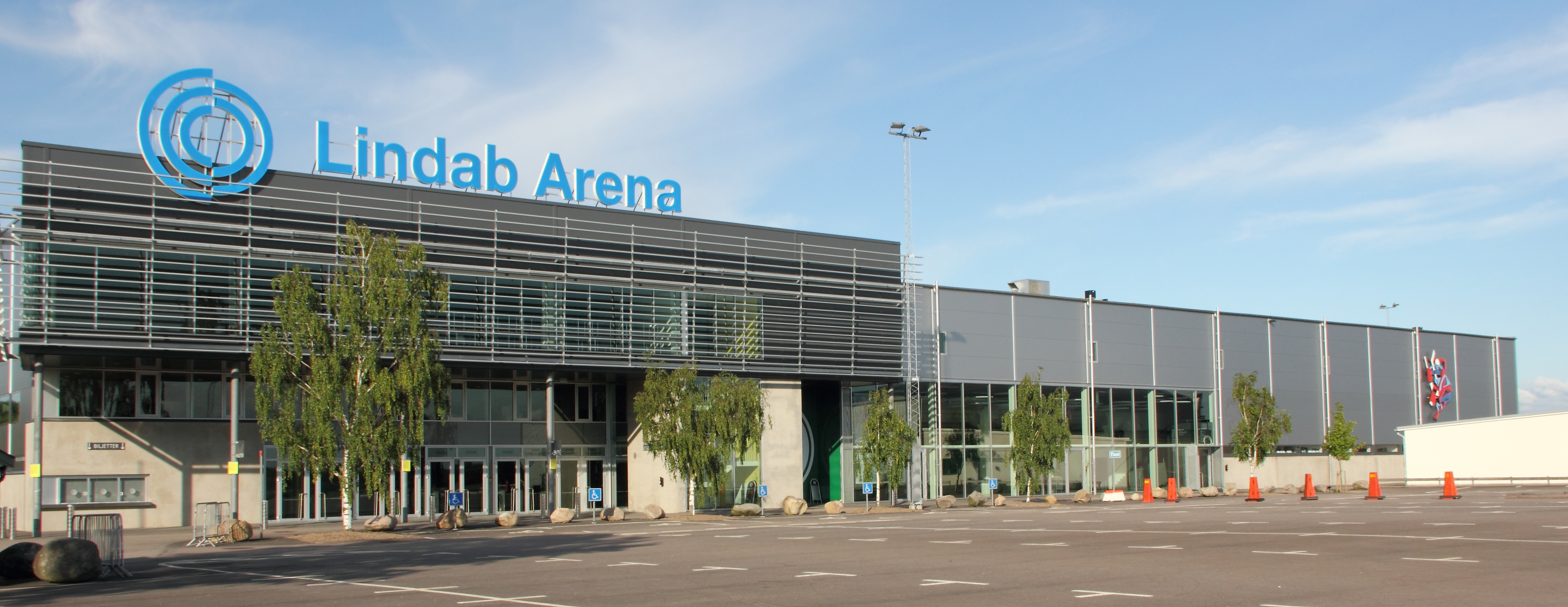
La Lindab Arena, impianto inaugurato nel 2008